# Storia del campionato europeo maschile di calcio
La storia del campionato europeo di calcio è iniziata nel 1960, quando il francese Henri Delaunay, all'epoca segretario della UEFA, si fece promotore di un nuovo torneo per squadre nazionali europee.
Alla fase finale dell'edizione del 1960 presero parte solo quattro squadre. La competizione si è successivamente evoluta fino a comprendere tutte le 55 squadre nazionali affiliate alla UEFA, che si sfidano nel torneo di qualificazione nei due anni precedenti alla fase finale.

## Prima dell'Europeo: la Coppa Internazionale
Dal 1927 al 1960 si disputò in sei edizioni una competizione per squadre nazionali: la Coppa Internazionale, precursore del campionato europeo di calcio. Questa era riservata a cinque o (nell'ultimo torneo) sei nazionali dell'Europa centrale e meridionale. L'ultima edizione terminò il 6 gennaio 1960, dopodiché la coppa fu abbandonata per lasciare spazio al primo trofeo pan-europeo per nazioni.

## Il primo campionato europeo di calcio (Francia 1960)
Il primo campionato europeo di calcio nacque in sostituzione della Coppa Internazionale e fu promosso da Henri Delaunay, all'epoca segretario generale della UEFA.
Alle qualificazioni per l'Europeo del 1960 parteciparono 17 squadre: l'Italia dette forfait dopo lo scotto della mancata qualificazione al campionato del mondo 1958. Dopo un turno preliminare in cui la Cecoslovacchia ebbe la meglio sull'Irlanda in due incontri, si formò il tabellone degli ottavi di finale. 
Dopo le sfide di andata e ritorno, si delineò la fase finale, costituita dalle quattro semifinaliste, quali: Unione Sovietica, Cecoslovacchia, Francia e Jugoslavia. La Francia ospitò la prima fase finale dell'Europeo.
La prima storica gara si disputò il 6 luglio 1960 allo Stade Vélodrome di Marsiglia, arbitrata dall'italiano Cesare Jonni. L'URSS sconfisse nettamente i cecoslovacchi per tre reti a zero grazie alla doppietta di Ivanov e al gol di Ponedelnik, qualificandosi per la finale. Poche ore dopo al Parco dei Principi di Parigi si affrontarono Francia e Jugoslavia, che dettero vita all'incontro con più gol segnati durante un campionato europeo: 9 segnature, per il 5-4 finale che premiò la selezione in trasferta.
La finale si tenne nella capitale francese quattro giorni più tardi: i russi ebbero la meglio sui balcanici per 2-1 dopo i tempi supplementari, laureandosi primi campioni d'Europa.

## Periodo 1964-1976

### Spagna 1964
Le squadre ai blocchi di partenza passarono da 17 a 29. In seguito alle qualificazioni di Spagna, Ungheria, Danimarca e ai detentori dell'Unione Sovietica (che dovettero passare i turni eliminatori), la UEFA decise di far ospitare la seconda edizione della manifestazione al paese iberico.
I padroni di casa spagnoli vinsero la coppa alla loro prima finale in un torneo internazionale.

### Italia 1968

L'Italia campione d'Europa nel 1968

L'edizione del 1968, che la UEFA fece organizzare all'Italia, fu vinta dagli Azzurri alla loro prima partecipazione. La manifestazione cambiò nome da "Coppa d'Europa delle nazioni" (in francese Coupe d'Europe des nations, in inglese European Nations' Cup) a "Campionato europeo di calcio" (in francese Championnat d'Europe des nations, in inglese European Football Championship).
La semifinale tra Italia e Unione Sovietica, tenutasi al San Paolo di Napoli, terminò con il risultato di 0-0 dopo 120 minuti. 
Così l'arbitro Kurt Tschenscher chiamò i capitani delle due squadre negli spogliatoi per operare il sorteggio con la monetina, visto che all'epoca non erano previsti i tiri di rigore. La nazionale di casa ebbe la meglio e si qualificò all'atto finale. Italia - Jugoslavia si disputò all'Olimpico di Roma l'8 giugno 1968 e finì 1-1 dopo i supplementari. Fu necessario il replay due giorni dopo, quando gli italiani batterono gli slavi per 2-0: il trofeo venne conquistato trent'anni dopo l'ultimo alloro internazionale, ossia il campionato del mondo 1938.

### Belgio 1972
In Belgio nel 1972 a trionfare fu la Germania Ovest, grazie alle vittorie per 2-1 contro i padroni di casa in semifinale e per 3-0 contro l'URSS in finale.

### Jugoslavia 1976
La Jugoslavia fu scelta per ospitare l'Europeo successivo, ma la squadra di casa perse tutte e due le partite. La Cecoslovacchia batté la Germania Ovest in finale dopo i calci di rigore e alzò un trofeo continentale per la prima volta dopo la Coppa Internazionale 1955-1960. L'ultimo tiro dagli undici metri divenne celebre: Panenka lo trasformò tramite un "cucchiaio" (nel mondo anglosassone conosciuto proprio come Panenka penalty kick), ovvero scelse di calciare un pallonetto che ingannò il portiere avversario. Era la prima volta che avveniva in campo internazionale.

## Periodo 1980-1992

### Italia 1980

La Germania Ovest campione d'Europa nel 1980

Il campionato europeo del 1980 fu il primo torneo dove la nazione ospitante veniva scelta per votazione a seguito di una candidatura e la propria selezione aveva diritto di partecipare senza passare per le qualificazioni. Fu scelta l'Italia, alla seconda organizzazione; la fase finale passò da quattro squadre a otto.
La vittoria andò ai tedeschi occidentali che batterono per 2-1 il Belgio nella finalissima.

### Francia 1984
L'edizione 1984 si disputò in Francia, con i transalpini che sollevarono la coppa.
In finale i bleus ebbero la meglio sulla Spagna, aggiudicandosi il primo alloro internazionale della loro storia. Platini fu l'assoluto trascinatore della sua nazionale: con 9 reti nel torneo stabilì un primato ancora imbattuto.

### Germania Ovest 1988

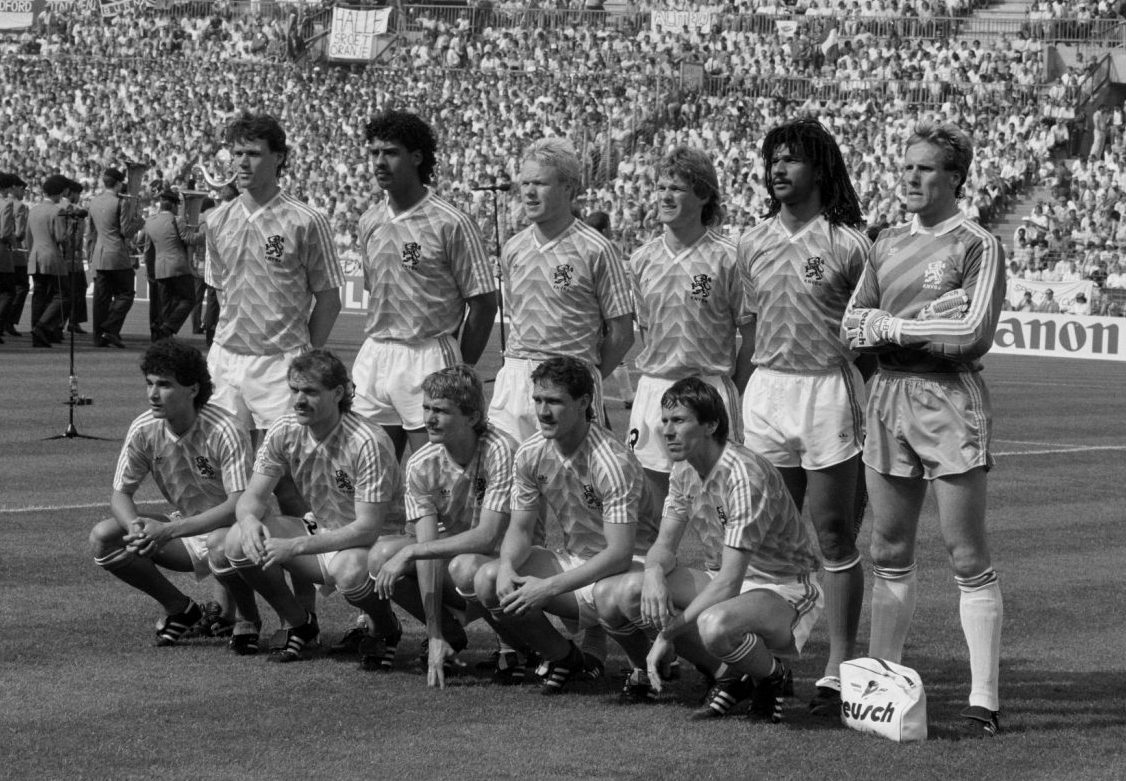
La nazionale dei Paesi Bassi campione d'Europa nel 1988

La rassegna nel 1988 si svolse in Germania Ovest ed a trionfare furono i Paesi Bassi, al primo titolo internazionale della storia del calcio olandese.

### Svezia 1992
L'edizione svedese del 1992 si rivelò tra le meno prevedibili. Vinse la Danimarca, ripescata al termine delle qualificazioni che l'avevano vista eliminata: infatti nel suo raggruppamento si era classificata prima la Jugoslavia, esclusa tuttavia alla vigilia a causa del conflitto nei Balcani. La nazionale scandinava conquistò inaspettatamente il campionato europeo, realizzando uno degli exploit più sorprendenti della storia del calcio.

## Periodo 1996-2012

### Inghilterra 1996
Nel 1996 l'Europeo si svolse in Inghilterra e vide l'allargamento del numero delle partecipanti da otto a sedici.
In finale la Rep. Ceca, che tentava di risultare vincitrice dopo la separazione dalla Slovacchia, dovette arrendersi alla Germania. I tedeschi conquistarono il primo trofeo dalla riunificazione, grazie al primo golden goal della storia in un incontro fra nazionali maggiori, messo a segno nei supplementari da Bierhoff.

### Belgio e Paesi Bassi 2000

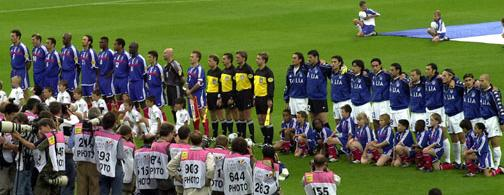
Esecuzione degli inni durante la finale Francia-Italia

Gli Europei di calcio del 2000 rappresentarono la prima edizione organizzata congiuntamente da due paesi: Belgio e Paesi Bassi.
La semifinale tra i padroni di casa dei Paesi Bassi e l'Italia divenne celebre per i cinque rigori sbagliati dagli olandesi sui sei calciati (il portiere azzurro Toldo fece la differenza) e per il "cucchiaio" di Totti (rigore tirato con un morbido pallonetto come Panenka nel 1976).
La finale si giocò il 2 luglio a Rotterdam e ad alzare il trofeo fu la Francia, vittoriosa nei confronti degli italiani al golden goal.

### Portogallo 2004

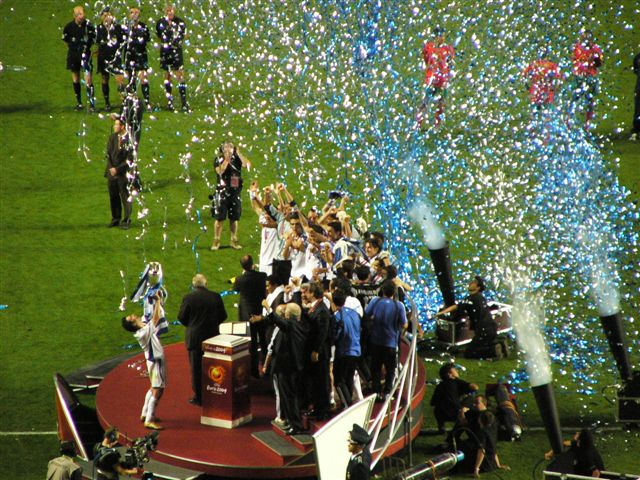
I giocatori della Grecia festeggiano il trionfo a Euro 2004

Per il 2004 come paese organizzatore della massima competizione europea per nazionali fu scelto il Portogallo.
La finale si giocò a Lisbona tra i padroni di casa lusitani e la stupefacente Grecia di Rehhagel: gli ellenici, ai blocchi di partenza senza velleità di vittoria, raggiunsero inaspettatamente l'atto finale da sfavoriti. Vincendo per 1-0 segnarono una delle imprese sportive meno pronosticabili di sempre e alzarono il primo trofeo prestigioso della propria storia.

### Austria e Svizzera 2008

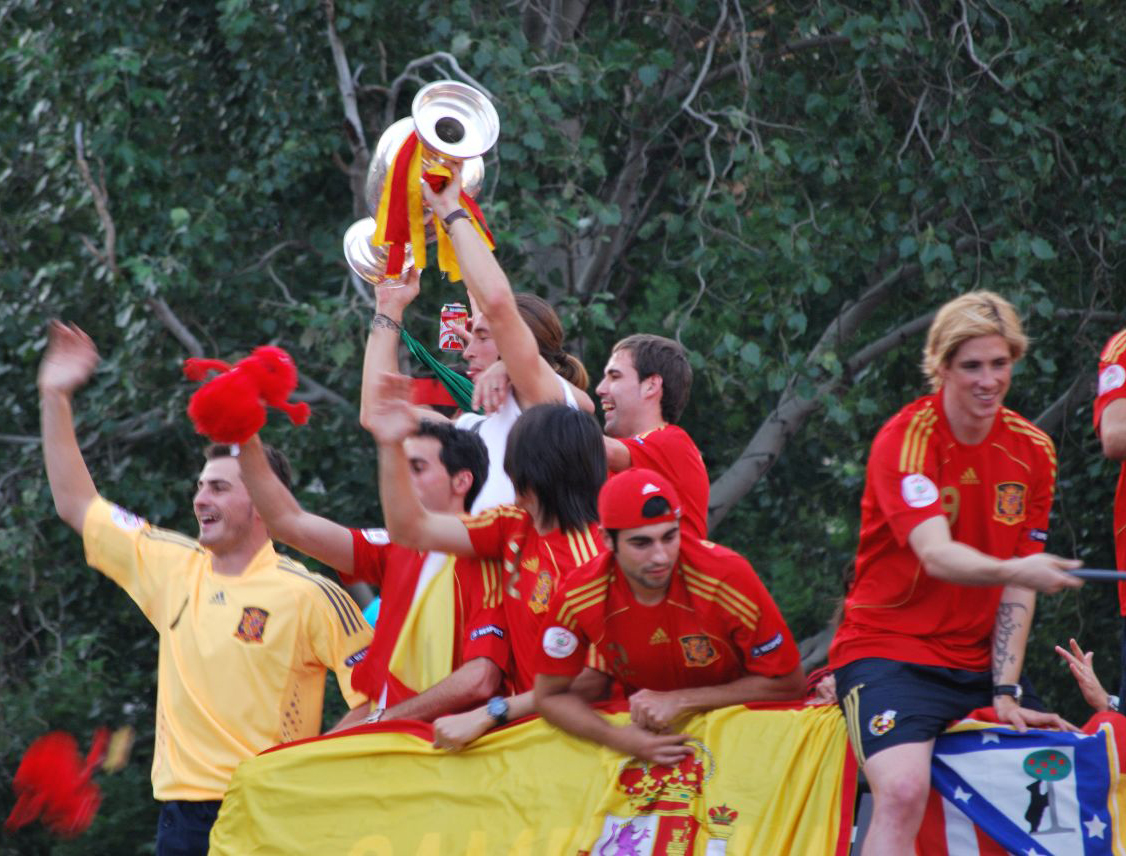
La Spagna celebra la vittoria del secondo titolo europeo della sua storia

Austria e Svizzera si aggiudicarono l'organizzazione del campionato europeo 2008. 
Nella finale di Vienna la Spagna ebbe la meglio sulla Germania per 1-0, centrando il primo alloro continentale dopo 44 anni: iniziava l'epoca d'oro delle Furie rosse.

### Polonia e Ucraina 2012

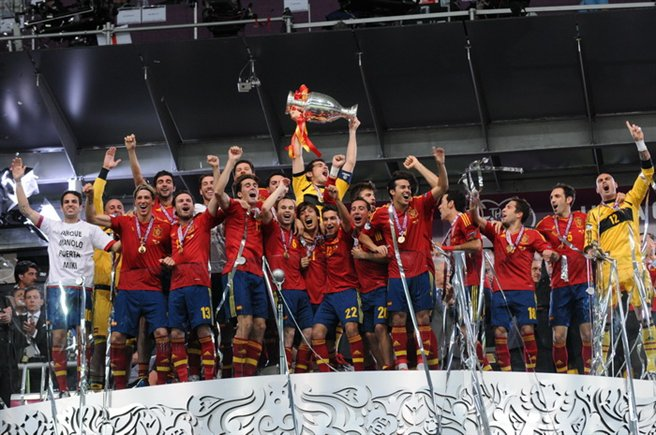
Gli spagnoli alzano il secondo trofeo continentale consecutivo

L'edizione del 2012 si svolse in Polonia e Ucraina.
Nella finalissima di Kiev la Spagna sconfisse l'Italia con un secco 4-0, risultato con il più ampio scarto di reti nell'atto conclusivo di un campionato d'Europa. Gli iberici sollevarono così la terza coppa continentale e la seconda consecutiva (record), inanellando una storica tripletta: due Europei intervallati dal campionato del mondo 2010.

## Periodo attuale (dal 2016)

### Francia 2016
A partire dal 2016 (quindicesima edizione) viene introdotto il formato che prevede la partecipazione di 24 squadre alla fase finale degli Europei.
La manifestazione francese — per la terza occasione il trofeo continentale si disputava nel Paese transalpino — vide arrivare in finale la Francia padrona di casa e il Portogallo. I lusitani vinsero per 1-0 dopo i tempi supplementari; si trattava del loro primo titolo internazionale.

### Europa 2020
In occasione del 60º anniversario dalla nascita del torneo, la UEFA decise che l'edizione del 2020 non si sarebbe svolta in una singola nazione o due nazioni, bensì in undici distinte città europee, creando così un'edizione itinerante senza squadre qualificate d'ufficio come di consueto. Difatti la manifestazione, inaugurata allo stadio Olimpico di Roma, si concluse allo stadio londinese di Wembley.
Originariamente previsto dal 12 giugno al 12 luglio 2020, fu procrastinato all'anno successivo a causa della pandemia di COVID-19: per la prima volta un europeo si svolse in un anno dispari e per la prima volta in un anno non bisestile.
Ad aggiudicarsi il campionato d'Europa 2020 fu l'Italia, che, giunta in finale per la seconda volta nelle ultime tre edizioni, sconfisse l'Inghilterra per 3-2 ai tiri di rigore (1-1 dopo i tempi supplementari) nell'atto conclusivo del torneo, giocato a Wembley. Per gli Azzurri fu il secondo trionfo continentale, giunto a cinquantatré anni di distanza dall'ultimo successo nella competizione.

### Germania 2024
L'edizione del 2024 si svolse in Germania.
Nella finale di Berlino la Spagna ha sconfitto l'Inghilterra per 2-1, con questo successo, la selezione spagnola conquista il quarto titolo europeo, diventando così la nazionale con il maggior numero di trionfi nella manifestazione.